# توماس چالمرز
توماس چالمرز (Thomas Chalmers)‏ FRSE (متولد ۱۷ مارس ۱۷۸۰ – درگذشته ۳۱ مه ۱۸۴۷)، یک کاهن مسیحی، استاد الهیات، اقتصاددان سیاسی و رهبر کلیسای اسکاتلند و کلیسای آزادی اسکاتلند، اهل کشور اسکاتلند بود. از او به عنوان «والاترین کاهن اسکاتلند در قرن نوزدهم میلادی» یادآوری می‌گردد.
او از ۱۸۳۵ تا ۱۸۴۲ میلادی به عنوان نائب‌رئیس انجمن سلطنتی ادینبورگ خدمت نمود.
شهرک پورت‌چالمرز در نیوزیلند به افتخار چالمرز نام‌گذاری شده‌است. یک سردیس چالمرز در تالار قهرمانانِ یادمان ملی والاس در استیرلینگ به نمایش گذاشته شده‌است. «مرکز توماس چالمرز» در کرکلیستون به افتخار وی نام‌گذاری شد.

## اوایل زندگی

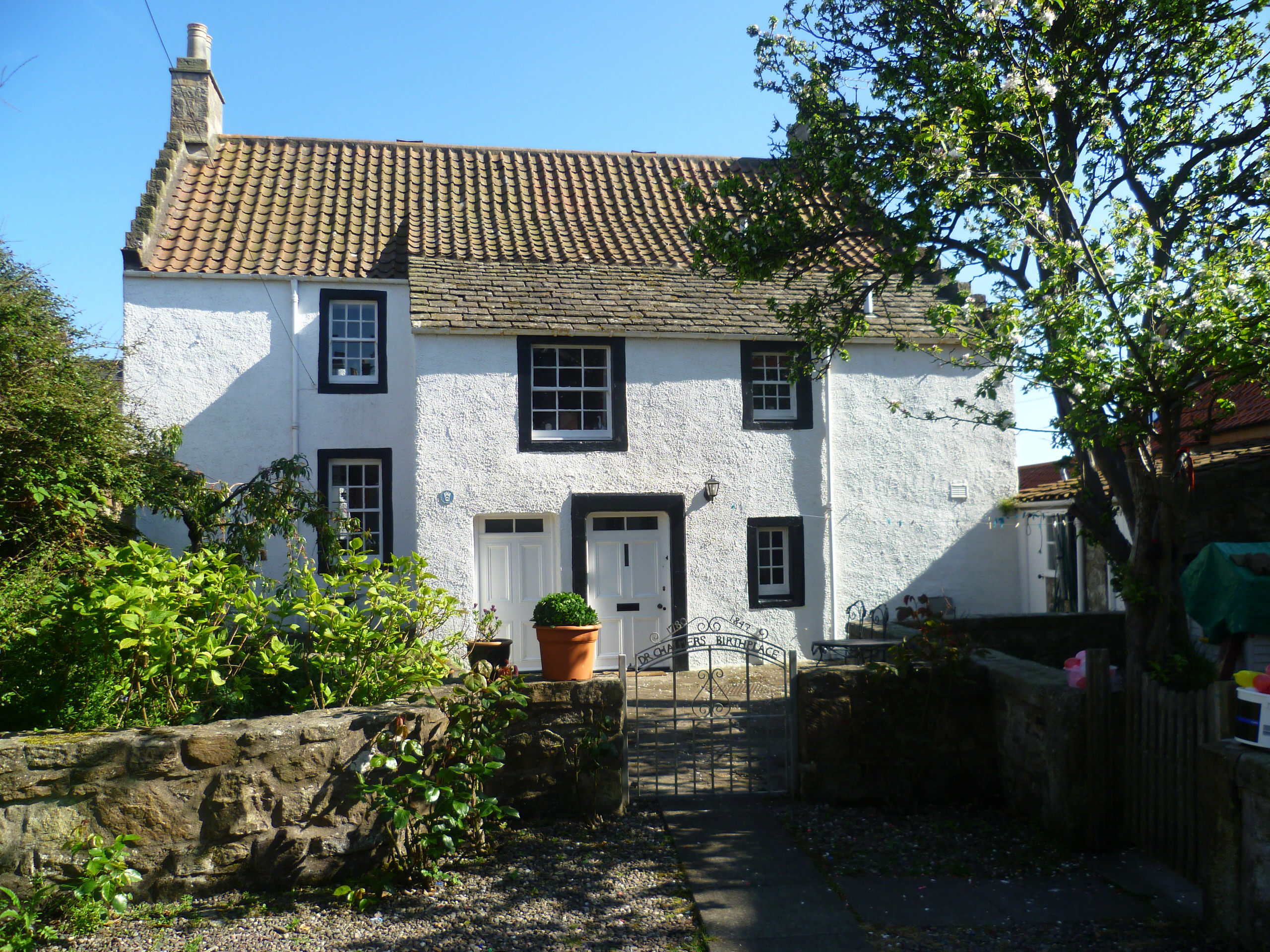
منزل محل زندگی توماس چالمرز

او در شهرک انستروتر، فایف متولد گردید، پدر وی جان چالمرز، یک تاجر بود و مادرش الیزابت هال نام داشت.
چالمرز هنگامی که ۱۱ ساله بود در دانشگاه سنت اندروز پذیرفته شده و به آموزش ریاضی پرداخت. در ژانویه ۱۷۹۹، او مجوز کشیش بودن را از جانب شورای مشایخی سنت اندروز دریافت نمود. در می ۱۸۰۳، پس از شرکت در کلاس‌های بیشتر آموزشی در دانشگاه ادینبرا و کار کردن به عنوان استادیار ریاضی در دانشگاه سنت اندروز، او به عنوان کاهن/کشیش در کیلمانی، ۹ مایل دورتر از دانشگاهی که به تدریس می‌پرداخت، مقرر شد. کیلمانی یک قصبه کوچگ [ناحیه که از خود کلیسا و کشیش داشت] و به‌طور برجسته زراعتی بوده و جمعیت آن در ۱۸۱۱ میلادی به کم‌تر از ۸۰۰ نفر می‌رسید.

## استاد و کاهن
چالمرز در رابطه به کیفیت تدریس ریاضی در دانشگاه سنت اندروز، مشکلی ایجاد کرد. این مشکل شامل تاختن به جان روتیرام، پروفسور فلسفه طبیعی نیز بود. درس‌های ریاضی وی اشتیاق را بیدار می‌کرد، اما بنا بر دستور مقامات متوقف گردید. پس از آن، چالمرز کلاس‌های شخصی آموزش ریاضی خود را باز نموده و دانشجویان بسیاری جلب کرد؛ هم‌زمان با ریاضی، او درس‌های در شیمی ارایه کرده و قصبه خود در کیلمانی را نیز اداره می‌نمود. در ۱۸۰۵ میلادی، چالمرز خود را در سمت پرفیسوری ریاضی که در دانشگاه ادینبرا خالی شده بود نامزد کرد، اما ناموفق بود.
در ۱۸۱۵ میلادی، علی‌رغم این‌که شورای شهر گلاسگو به دلیل آموزه‌های بشارتی چالمرز با وی مخالف بودند، اما او به عنوان کاهن کلیسای ترون در گلاسگو گماشته شد. شهرت وی به عنوان کشیش، از گلاسگو در کل انگلستان پخش شد. هنگامی که او از لندن دیدار کرد، ساموئل ویلبرفورسی نوشت، «تمام دنیا شیفته دکتر چالمرز هستند». طی مدتی که او در گلاسگو بود، در کاخ ولینگتون زندگی می‌کرد.

## کارهای کلیسایی
در نوامبر ۱۸۱۷، چالمرز با استفاده از یک مراسم موعظهِ گرامی‌داشت از شاهدخت شارلوت ولز، درخواست نمود تا یک تلاش بشارتی برای رسیدگی به وضعیت اجتماعی در گلاسگو آغاز شود. قصبه وی حدود ۱۱٬۰۰۰ نفر جمعیت داشت، اما تقریباً یک سوم آن با کلیسا در ارتباط نبودند. او براین باور بود که سازمان‌های کلیسایی، با میزان رشد جمعیت در شهر، حرکت موزون نداشته‌اند. او اعلام کرد که بیست کلیسای جدید همراه با قصبه‌ها، باید در گلاسگو بلند شود؛ و او کار برای احیای مجدد اقتصاد کلیسایی اسکاتلند را شروع کرد. شورای شهر به ساختن یک کلیسای جدید و ضمیمه نمودن آن به قصبه‌ای دارای ۱۰٬۰۰۰ نفر جمعیت که بیشتر متشکل از نساجان، کارکنان و کارگران کارخانه بود، موافقت نموده و مسئولیت آن را به چالمرز پیشکش نمودند.
در سپتامبر ۱۸۱۹ میلادی، او به عنوان کاهن کلیسا و قصبه سنت جان مقرر گردید، جای که بیش از ۸۰۰ خانواده از ۲٬۰۰۰ خانواده موجود در قصبه، به هیچ کلیسای مسیحی ارتباط نداشتند. او در نخستین نطق خود اظهار داشت که مدرسه‌های برای کودکان می‌سازد. دو خانه متصل به مدرسه همراه با چهار استاد برجسته فراهم گردیده و ۷۰۰ دانش آموز با شهریه متوسط آموزش می‌دیدند. حدود ۴۰ تا ۵۰ مدرسه-یکشنبه باز شدند که بیش از ۱٬۰۰۰ کودک در آن تدریس می‌شدند. این قصبه به ۲۵ بخش/واحد کوچک‌تر که هر کدام شامل ۶۰ تا ۱۰۰ خانواده بود، تقسیم گردید. چالمرز به عنوان محراق کل این نظام عمل می‌کرد، از خانواده‌ها دیدار نموده و جلسات شام‌گاهی برگزار می‌نمود.

## فیلسوف اخلاقی و الهی‌دان
در ۱۸۲۳ میلادی، چالمرز کرسی استادی فلسفه اخلاق در دانشگاه سنت اندروز را پذیرفت، این هفتمین پیشنهاد آکادمیک بود که در جریان هشت سال اقامت وی در گلاسگو به او پیشنهاد شده بود. درس‌های وی باعث شد تا برخی دانش آموزان خود را وقف تلاش برای تبلیغ مسیحیت نمایند. برخی دانش آموزان مشهور وی شامل ویلیام لندسی الکساندر، الکساندر دوف و جیمز آیتکین ویلی بود. در این دوره، رابرتمریسون و جوشاو مارشمان از سند اندروز دیدار کردند.
در ۱۸۲۸ میلادی، چالمرز به کرسی استادی الهیات در دانشگاه ادینبرا انتقال داده شد. او سپس روش‌پیگیری آموزش از طریق امتحان شفاهی، بر مبنای آنچه تدریس نموده بود، را معرفی کرد. وی همچنین کتاب درسی را معرفی نمود.
در ۱۸۳۴ میلادی، چالمرز به عنوان عضو انجمن سلطنتی ادینبرا انتخاب گردیده و در همان سال وی عضو مکاتبه‌ای مؤسسه فرانسه شد؛ در ۱۸۳۵ میلادی، دانشگاه آکسفورد مدرک افتخاری دکتر حقوق مدنی (DCL) را به وی اعطاء کرد. در این زمان، او در جاده ۳ فورس، مورای استیت در انتهای غربی شهر ادینبرا زندگی می‌کرد.
در ۱۸۳۴ میلادی، چالمرز به عنوان رهبر بخش بشارتی کلیساهای اسکاتلند در مجمع ملی انتخاب گردید. بعداً وی به عنوان رئیس کمیته توسعه کلیسا انتخاب گردیده و در این سمت خود به یک قسمت بزرگ اسکاتلند سفر نمود، با شوراهای کلیسا دیدار نموده و جلسات عمومی برگزار کرد. او درخواست‌های متعددی را صادر نموده و در نتیجه زمانی که وی در ۱۸۴۱ میلادی از کرسی ریاست کمیته توسعه کلیسا استعفا داد، او اعلام نمود که در طول هفت سال تصدی وی، بیش از ۳۰۰٬۰۰۰ پوند کمک دریافت شده و ۲۲۰ کلیسا جدید ساخته شده‌است. تلاش وی برای ترغیب حکومت ویگ مبنی بر همکاری در این تلاش‌ها، ناموفق بود.
در ۱۸۴۰ میلادی، چالمرز برای کرسی الهیات در دانشگاه گلاسگو درخواست داد، اما پذیرفته نشد. این کرسی به الکساندر هیل که میانه‌رو بود، تعلق گرفت.

## اصل عدم دخالت و کلیسای آزاد
چالمرز در کلیسای اسکاتلند خود را در رأس حزبی یافت که برای «اصل عدم دخالت» مبارزه می‌کرد: این اصل که هیچ وزیری نباید برخلاف رضایت اجتماع، به یک قلمرو کلیسایی معرفی شود. مواردی از اختلاف میان کلیسا و قدرت‌های مدنی در آکتراردر، دونکیلد و مارنوچ ظهور کرده بود. دادگاه‌ها واضح ساخت که از نظر آن‌ها، کلیساها می‌توانند به این شرط مال و منال خود را حفظ نمایند که طوری که لازم است از دادگاه‌ها اطاعت نمایند. کلیسا سپس، در رابطه به این تصمیم از خود حکومت استیناف‌خواهی کرد. در مانورهای سیاسی با وزیران وست‌مینستر، جان هوپ با چارلز مخالفت داشت.

## کتابشناسی
- Young, Professor Robert M (1994) [1985, 1988], "Malthus and the Evolutionists: the common context of biological and social theory", Darwin's Metaphor: Nature's Place in Victorian Culture, Cambridge University Press.

منسوب به وی:
- This article incorporates text from a publication now in the public domain: Hanna, William; Macfadyen, Dugald (1911). "Chalmers, Thomas".  In Chisholm, Hugh (ed.). Encyclopædia Britannica (به انگلیسی). Vol. 5 (11th ed.). Cambridge University Press. pp. 809–811.
- This article incorporates text from a publication now in the Public Domain: Blaikie, William Garden (1887). "Chalmers, Thomas" .  In Leslie Stephen (ed.). Dictionary of National Biography. Vol. 9. London: Smith, Elder & Co. p. 449–454.  Endnotes:
  - Memoirs by his son-in-law, W. Hanna, LL.D. , 4 vols. 1849–52;
  - Selection from Correspondence, 1 vol. ;
  - Biographical Notice from Transactions of Royal Society of Edin. , by Dean Ramsay; North British Review, May 1852 and November 1856 (articles ascribed to Isaac Taylor) ;
  - Peter's Letters to his Kinsfolk (John Gibson Lockhart) ;
  - Carlyle's Reminiscences, vol. i. ;
  - McCosh's Scottish Philosophy;
  - The Chalmers' Lectures, 1st series, by Rev. Sir Henry W. Moncreiff, bart. , D.D. ;
  - Records of General Assembly of the Free Church, 1849;
  - Witness newspaper, 1 and 9 June 1849;
  - Dodds's Thomas Chalmers, a Biographical Study;
  - Walker's Thomas Chalmers;
  - Fraser's Men worth Remembering;
  - Chalmers's Proceedings at the Centennial Celebration of the Birth of Dr. Chalmers, 1880.